# 蒙哥馬利郡 (英國國會選區)
蒙哥馬利郡（英語：Montgomeryshire），英國國會一郡選區，位於威爾斯中部的波伊斯北部。始設於1536年。
本區自1880年起絕大部分時間，除1979年和2010年英國大選以外，由自民黨或其前身自由黨的人士任當區下議院議員。2010年保守黨的格林·戴維斯以41.3%選票，擊敗了自民黨尋求連任的議員勝出該區。2019年，黨友克萊格·威廉斯接替前者擔任該區議員。